# 寿リリカ
寿 リリカ（ことぶき リリカ、1987年5月17日 - ）は、日本のモデル。

## プロフィール
- 愛知県名古屋市出身。
- 2003年　15歳の時に地元名古屋でスカウトされ、名古屋のファッション雑誌モデルとなる。
- 2007年　上京して雑誌小悪魔agehaのage嬢モデルになる。
- 2008年　TV薬師寺保栄のドリームカー倶楽部のドリームカーガールに選ばれテレビ出演。
  - 名古屋に戻り、元祖姫系ブランドLaPafaitのモデル兼スタッフの姫ギャルとして、雑誌、テレビ、ファッションショーなどに出演
  - NHK東京カワイイ★TV出演
  - キラキラ魔女っ子ClubのCDアルバムデビュー
  - ムーンライト伝説☆LaPafait princess
- 2010年　結婚。
- 2014年　女児を出産。
- 2016年　雑誌姉agehaモデルになる。
- 2018年　フジテレビ指原VS噂の20人 本気で伺います！出演。
- 2019年　東京MXテレビjealkbのソーシャルジン出演。

## 出演

### 雑誌
- 小悪魔ageha
- 姉ageha

### TV
- 「薬師寺保栄のドリームカー倶楽部」
- 「東京カワイイ★TV」
- 「指原VS噂の20人 本気で伺います！」
- 「jealkbのソーシャルジン」